# Service star

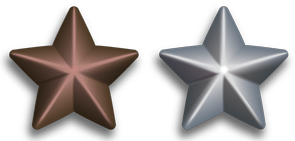
Service star i silver och brons.

Service star (ungefär: förtjänststjärna), även kallad battle star, campaign star eller engagement star, är en amerikansk militärdekoration som betecknar deltagande i militära konflikter eller flera utgivningar av samma utmärkelse. Dessa utdelas normalt sett för krigsmedaljer, tjänstgöringsmedaljer, släpspännen och vissa militära tjänstetecken. Service stars skiljer sig från award stars, som utdelas för flera förtjänstutmärkelser och stridsdekorationer
USA:s militär utdelar service stars i brons och silver där stjärnan i silver utdelas i stället för fem i brons.
- För användning som en Campaign star: Till exempel skulle sex av dessa på en krigsmedalj förses med en silver och en bronsstjärna. I vissa situationer (till exempel Southwest Asia Service Medal, som är en krigsmedalj/släpspänne), har mottagaren rätt till minst en campaign star. Således skulle en Southwest Asia Service Medal utan åtminstone en bronsstjärna vara olämpligt.
- För användning som en Service star: Till exempel skulle tre utmärkelser av en Sea Service Ribbon förses med släpspänne med två bronsstjärnor. I vissa situationer utdelas service stars bara efter andra tilldelningen av en dekoration.

USA:s armé utdelar ibland också utmärkelsesiffror eller eklövskluster i stället för service stars för att beteckna flera utmärkelser av vissa dekorationer. Förutom utmärkelsesiffror använder USA:s armé samma award star i guld som bärs på många av flottans, marinkårens och kustbevakningens dekorationer för att beteckna den tionde och sista tilldelningen av Army Sea Duty Ribbon. Bronsstjärnor används också för att beteckna antal hopp på fallskärmsjägarnas tjänstetecken.
Service stars som utdelas där ett fartyg i flottan deltagit i strid placeras också på militära banderoller som fästs på amerikanska flottans flagga. Ursprunget för reglerna kring detta kommer från 1942 och dessa definierade marina stridsområden och sjöslag. Deltagande i sådana strider, av fartyg och individer, betecknades därefter med service stars. USA:s armé följde en mycket liknande praxis med fälttåg och strider.
En vanligt förekommande förvirring är att förväxla brons- och silverstjärnorna med Silver Star och Bronze Star. Den största skillnaden mellan de två är att Bronze och Silver Star-medaljerna är enskilda dekorationer medan service star bärs på utmärkelser och inte är enskilda dekorationer eller medaljer.